# 섬모체
섬모체(ciliary body)는 섬모체근(ciliary muscle)과 섬모체돌기 등으로 이루어진 눈알 내부의 조직이다. 모양체라고도 불린다. 수정체를 에워싸는 제방 모양의 구조를 하고 있다. 앞쪽은 수정체 앞면을 따라 뻗어나가 홍채와 연결된다. 섬모체에서는 모양소체라는 가는 섬유가 나와 수정체에 결합하여 수정체를 주위에서 고정한다. 섬모체 내부에는 앞뒤 방향·고리 모양·방사 방향으로 배열하는 세 가지 섬모체근이 있으며, 이 근육의 수축과 이완에 의해 수정체의 곡률을 변화시킨다. 이 조절은 건강한 사람에게서는 무한히 먼 거리에서 아주 가까운 거리까지 가능하다. 가까운 거리밖에 초점을 맞추지 못하는 것을 근시, 먼거리밖에 초점을 맞출 수 없는 것을 원시, 결상이 비뚤어지는 것을 난시라고 하며, 안경으로 교정할 수 있다.

## 같이 보기
- 안압
- 녹내장